# Самура, Сориэс
Сориэс Samura (Sorious Samura, родился в 1964 году) — журналист и режиссёр из Сьерра-Леоне. Живёт и работает в Лондоне.

## Творчество
Наиболее известен документальным фильмом Cry Freetown 2000 года о гражданской войне в Сьерра-Леоне, получившим премии «Эмми» и «Пибоди». Был номинирован на премию Канского кинофестиваля 1999 года.